# Kempachannenahalli, Madhugiri
Kempachannenahalli là một làng thuộc tehsil Madhugiri, huyện Tumkur, bang Karnataka, Ấn Độ.